# 완자이구

완자이 구의 위치

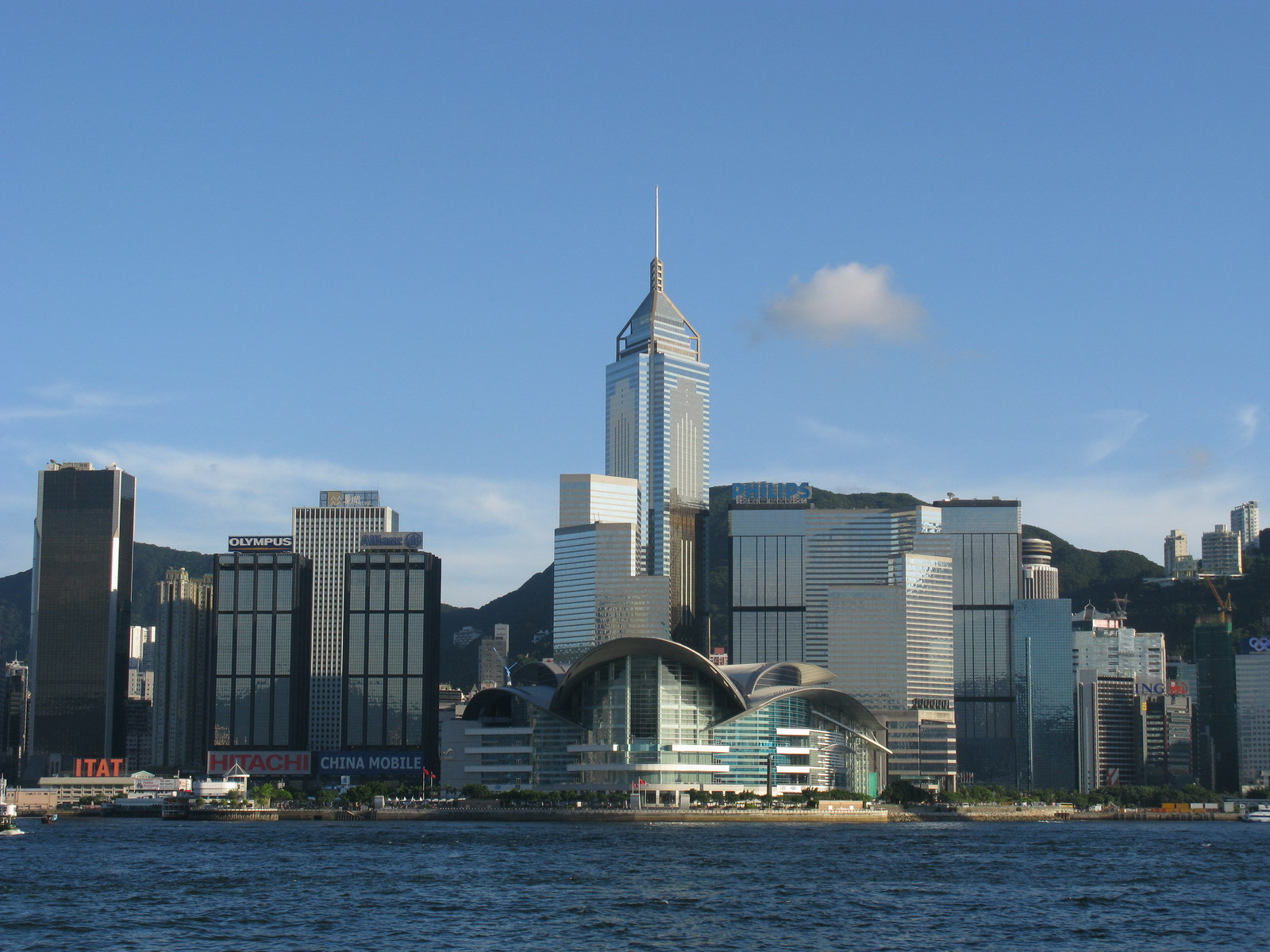
홍콩 컨벤션 센터

완자이구(완쯔 구, 한국어: 만자구, 중국어: 灣仔區, 병음: Wān zǐ qū, Wan Chai District)는 홍콩의 18개 구의 하나로, 홍콩섬의 북부에 위치한다. 면적은 10.02km2이고 인구는 2006년 기준으로 151,196명이다. 18개 구 중에서 가장 주민 수입이 높고 2번째로 교육 수준이 높으며, 2번째로 인구가 적고, 3번째로 주민 평균 연령이 높다. 또한 공공 주택 단지가 없는 유일한 구이기도 하다. 부유한 지역으로 5명 중 1명이 100만 홍콩 달러가 넘는 유동성 자산을 가지고 있다.

## 지리
완자이 (완쯔)로 불리는 지역은 서쪽의 감중(金鐘, Admiralty)부터 동쪽의 퉁뤄 만 사이를 포함한다. 홍콩 컨벤션 센터가 있는 완쯔의 북부는 1970년대 후반에 바다를 매립해 만들어진 땅이다. 이곳은 고층 빌딩과 호텔이 집중해 있다.
행정적으로 완자이 구는 완자이, 코즈웨이베이, 해피밸리, 자뎬 산(Jardine's Lookout), 쓰투바 길(Stubbs Road), 다컹 등의 지구를 포함한다.

## 역사
1997년, 홍콩의 영국으로부터 중국으로의 이양식이 완자이 북부의 홍콩 컨벤션 센터에서 열렸다.

## 같이 보기
- 홍콩의 지역 목록